# Eric Meyer
Eric Meyer (Long Beach, 23 agosto 1966) è un chitarrista e produttore discografico statunitense, famoso per essere il chitarrista della band thrash metal Dark Angel in cui milita dal 1984.

## Biografia
Meyer è entrato a far parte dei Dark Angel nel 1984, e ha suonato in tutti i loro album da We Have Arrived in poi.
in seguito allo scioglimento dei  Dark Angel ha lavorato come produttore, soprattutto sugli album della band messicana Thrash metal Transmetal.